# Viettesia plumicornis
Viettesia plumicornis là một loài bướm đêm thuộc phân họ Arctiinae, họ Erebidae.